# Merindad de Campoo

División del territorio de la actual Cantabria en merindades de mayor o menor entidad política real durante la Baja Edad Media.

La merindad menor de Campoo fue una antigua división administrativa del Reino de Castilla desgajada en 1481 de la merindad de Aguilar de Campoo. Ocupó las zonas que esta última poseía en la actual comunidad autónoma de Cantabria, estableciendo su sede en Reinosa. En 1489 pasó a convertirse en partido. En la Corona de Castilla las merindades, habituales al norte del río Duero, funcionaron como demarcaciones fiscales.
En origen estaba formada por las hermandades de Campoo de Enmedio, Campoo de Suso, Campoo de Yuso, Valdeolea, Valdeprado (la última en crearse en el año 1503), Los Carabeos y Cinco Villas. Cada hermandad elegía anualmente a un procurador síndico general, vocal nato en las juntas del Ayuntamiento General de la merindad de Campoo. Dicho oficial era también presidente de la junta de hermandad, compuesta por los regidores y fieles-diputados de los concejos. El procurador síndico general, los regidores y fieles celebraban una junta anual, presidida por el corregidor de Reinosa. En 1521, durante la revolución de las Comunidades de Castilla, la Merindad de Campoo acogió al corregidor Urrez enviado por la Santa Junta y formó un ejército de 8000 hombres, en su mayoría campesinos.

Actual comarca de Campoo-Los Valles, en Cantabria.

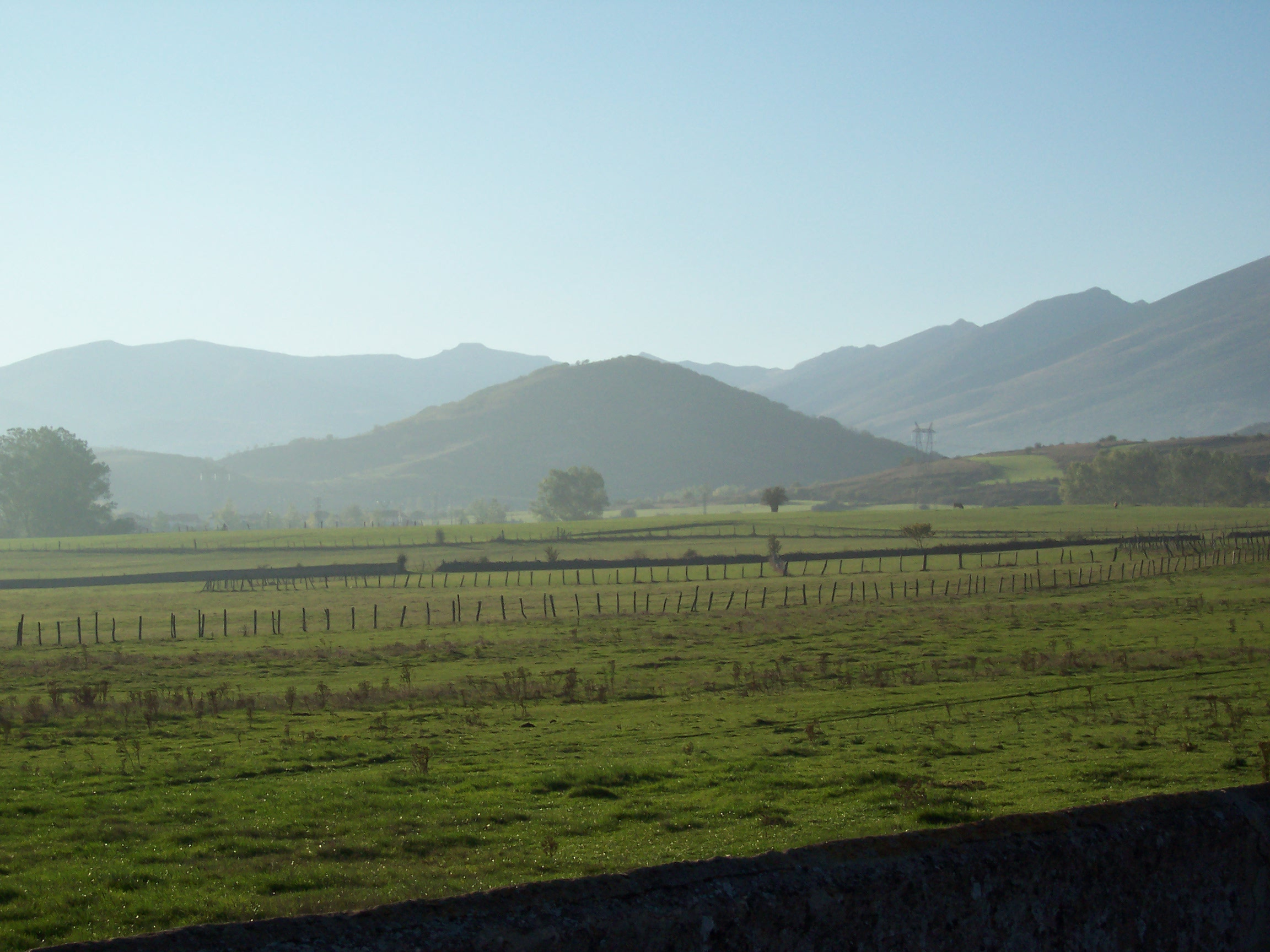
Vista del valle de Campoo.

Durante el Antiguo Régimen, las siete hermandades, la villa de Reinosa y Valderredible (que se unió más tarde) formaron parte de la jurisdicción conocida como Corregimiento de Reinosa y Merindad de Campoo (conocido después como Partido de Reinosa).
Tras la llegada al poder de la dinastía de los Borbones a comienzos del siglo XVIII, se trató de generalizar y uniformar la división territorial del estado, creando intendencias que reunieran las funciones de justicia, policía, finanzas y guerra. De esta forma la merindad pasó a formar parte de la provincia de Toro (posteriormente de la de provincia de Palencia). Finalmente, en 1833, la antigua merindad quedó integrada definitivamente en la provincia de Santander. Con la llegada a España de la democracia a finales del siglo XX, se constituyó la comunidad autónoma de Cantabria, donde la antigua Merindad de Campoo quedó integrada con el nombre de comarca de Campoo-Los Valles, con la ciudad de Reinosa como núcleo principal.